# Geometra flavifrontaria
Geometra flavifrontaria är en fjärilsart som beskrevs av Achille Guenée 1858. Geometra flavifrontaria ingår i släktet Geometra och familjen mätare. Inga underarter finns listade i Catalogue of Life.